# Файсал Ал-Гамди
Файсал Абдулрахман Ал-Гамди (на арабски: فيصل الغامدي) е саудитски футболист, играещ като полузащитник за саудитски Ал-Насър и националния отбор на Саудитска Арабия. Участник в Купата на Азия 2023 където бележи втория гол срещу Киргизстан при победата с 2:0). 

## Успехи
Саудитска Арабия до 23 г.
- Шампионат на Западна Азия до 23 г.
  -  Шампион (1): 2022